# جكلك
الجُكِلِك (بالتركية: Çökelek) أو الشُّور (بالأذرية: Şor)‏ أو الكشك هو جبن طازج مخمر ومخثر بالحمض والحرارة من تركيا وأذربيجان. يمكن إنتاجه من تسخين المنتجات الثانوية لصناعة الزبدة مثل المخيض، وذلك مع أنه يمكن استخدام الحليب منزوع الدسم مادةً أوليةً أيضًا. يمكن الحصول عليها أيضًا من عيران ييك من خلال تعريضه للحرارة.  وهو يختلف عن Lor الذي هو أحد أشكال منتجات الروائب للجبن القريش وذلك حتى إن تشابها.